# Zevio
Zevio – miejscowość i gmina we Włoszech, w regionie Wenecja Euganejska, w prowincji Werona.
Według danych na rok 2004 gminę zamieszkiwały 12 033 osoby, 218,8 os./km².